# Danh sách quân chủ Scotland

Cây gia phả quân chủ Scotland cùng với những người tiếm ngôi. Những người tiếm ngôi trong cây được in nghiêng.

Dưới đây là danh sách quân chủ Scotland, tức nguyên thủ nhà nước của vương quốc Scotland. Theo truyền thống, vị vua Scotland đầu tiên là Kenneth I MacAlpin (Cináed mac Ailpín), người sáng lập ra nhà nước Scotland năm 828. Trong lịch sử, vương quốc Scotland kế thừa phát triển từ "Vương quốc người Picts" (và sau là vương quốc Strathclyde, vương quốc bị người Scotland chinh phục và sau đó sát nhập vào tân vương quốc Scotland vào khoảng thế kỷ 11) mặc dù trên thực tế thì sự tồn tại này là sản phẩm của các câu chuyện thần thoại thời trung cổ và sự nhầm lẫn trong khi phiên dịch tiếng Latin, cụ thể là cụm từ Rex Pictorum (Vua của người Picts) bị trờ thành Rí Alban (Vua Alba) dưới thời Donald II khi dịch cuốn biên niên sử từ tiếng Latin sang tiếng bản địa vào khoảng thế kỷ thứ 9, lúc này cụm từ Alba trong tiếng Gael Scotland được hiểu theo nghĩa là "Vương quốc của người Picts" hơn là theo nghĩa Britain (Đảo quốc Anh - nghĩa cũ của cụm từ này).
Vương quốc của người Picts biết đến với tên gọi là Vương quốc Alba trong tiếng Gael Scotland, tên gọi mà về sau này được biết đến trong tiếng Scots và tiếng Anh là Scotland; cách gọi trong cả hai ngôn ngữ nhày đều không đổi cho đến ngày nay. Cho đến tận cuối thế kỷ 11, các vị vua Scotland mới sử dụng cụm từ rex Scottorum, hay vua của người Scots để chỉ tước hiệu của mình theo ngôn ngữ Latin. Vương quốc Scotland sau này sát nhập với vương quốc Anh năm 1707 nhằm tạo thành Vương quốc Đại Anh. Do đó, nữ vương Anne trở thành vị quân chủ cuối cùng của các vương quốc Scotland và Anh cũ, cũng như là vị quân chủ đầu tiên của nhà nước Đại Anh mới, mặc dù cả hai vương quốc Scotland và Anh đều đã nằm dưới sự trị vì của một vị quân chủ duy nhất kể từ sau năm 1603 (xem Liên minh Vương thất). Chú của Anne là Charles II đã người cuối cùng làm lễ gia miện ở Scotland năm 1651 tại Scone. Ông có một lễ gia miện lần thứ hai ở London sau đó 10 năm.

## Huy hiệu

Cờ hiệu Hoàng gia Scotland
William I – James VI
James VI – James VII
William II và Mary II
Anne

## Danh sách quân chủ Scotland

### Nhà Alpin (848 – 1034)
Sự cai trị của Kenneth MacAlpin là sự khỏi đầu cai trị cho gia tộc thường được gọi với cái tên Alpin, theo các quan điểm sử học hiện đại. Hậu duệ của Kenneth MacAlpin chia ra làm hai nhánh, ngai vàng thì luân phiên chuyển giao giữa hai nhánh này, cái chết của các vị vua của một nhánh cai trị bất kỳ thường rất sớm do sự đẩy nhanh việc chuyển giao bởi các nguyên nhân như chiến tranh, ám sát hoặc do những kẻ tiếm ngôi gây nên. Malcolm II là người cai trị cuối cùng thuộc gia tộc Alpin, ông thành công trong việc loại bỏ những đối thủ tiếm vị của mình nhưng lại chết không có con cái; do đó ngai vàng được chuyển giao cho cháu trai theo đằng ngoại của ông là Duncan I, người khai sinh ra dòng tộc Dunkeld.
| Tên (Tiếng Gaelic hiện đại) (Tiếng Gaelic trung cổ)                              | Biệt hiệu                             | Chân dung   | Danh xưng                                                           | Sinh – mất                              | Thời gian trị vì                              |
| -------------------------------------------------------------------------------- | ------------------------------------- | ----------- | ------------------------------------------------------------------- | --------------------------------------- | --------------------------------------------- |
| Kenneth I MacAlin (Coinneach mac Ailpein) (Cináed mac Ailpín / Ciniod m. Ailpin) | An Ferbasach "Nhà chinh phục"         | không khung | Rex Pictorum ("Vua của người Picts")                                | 810 – 13 tháng 2 năm 858                | 843/848 – 13 tháng 2 năm 858                  |
| Donald I (Dòmhnall mac Solein) (Domnall mac Ailpín)                              |                                       | không khung | Rex Pictorum ("Vua của người Picts")                                | 812 – 13 tháng 4 năm 862                | 13 tháng 2 năm 858 – 13 tháng 4 năm 862       |
| Constantine I (Còiseam mac Choinnich) (Causantín mac Cináeda)                    | An Finn-Shoichleach "Giả phong túc"   | không khung | Rex Pictorum ("Vua của người Picts")                                | ? – 872                                 | 13 tháng 4 năm 862 – 872                      |
| Áed (Aodh mac Choinnich) (Áed mac Cináeda)                                       |                                       | không khung | Rex Pictorum ("Vua của người Picts")                                | ? – 878                                 | 872 – 878                                     |
| Giric (Griogair mac Dhunghail) (Giric mac Dúngail)                               | Mac Rath "Đứa con của Thần may mắn"   | không khung | Rex Pictorum ("Vua của người Picts")                                | c. 878 – 889                            | 878 – 889                                     |
| Eochaid () (Eochaid mac Run)                                                     |                                       |             | Rex Pictorum ("Vua của người Picts")                                | ? – 889                                 | 878 – 889 (?)                                 |
| Donald II (Dòmhnall mac Chòiseim) (Domnall mac Causantín)                        | Dásachtach "Người điên"               | không khung | Rí Alban ("Vua Scotland") Rì nan Albannaich ("Vua của người Scots") | ? – 900                                 | 889 – 900                                     |
| Constantine II (Còiseam mac Aoidh) (Causantín mac Áeda)                          | An Midhaise "Người trung niên"        | không khung | Rí Alban ("Vua Scotland") Rì nan Albannaich ("Vua của người Scots") | không trễ hơn năm 879 – 952             | 900 – 943                                     |
| Malcolm I (Maol Chaluim mac Dhòmhnaill) (Máel Coluim mac Domnall)                | An Bodhbhdercc "Hồng quỵ hại"         | không khung | Rí Alban ("Vua Scotland") Rì nan Albannaich ("Vua của người Scots") | 5 tháng 10 năm 987 – 3 tháng 12 năm 954 | 943 – 3 tháng 12 năm 954                      |
| Indulf () (Ildulb mac Causantín)                                                 | An Ionsaighthigh "Kẻ hung hăng"       | không khung | Rí Alban ("Vua Scotland") Rì nan Albannaich ("Vua của người Scots") | ? – 962                                 | 3 tháng 12 năm 954 – 962                      |
| Dub/Dubh or Duff (Dub mac Maíl Choluim) (Dubh mac Mhaoil Chaluim)                | Dén "Kẻ mãnh liệt"                    | không khung | Rí Alban ("Vua Scotland") Rì nan Albannaich ("Vua của người Scots") | c. 928 – 967                            | 962 – 967                                     |
| Cuilén (Cailean) (Cuilén mac Ilduilb)                                            | An Fionn "Vua tóc trắng"              | không khung | Rí Alban ("Vua Scotland") Rì nan Albannaich ("Vua của người Scots") | ? – 971                                 | 967 – 971                                     |
| Amlaíb (Amhlaigh) (Amlaíb mac Ilduilb)                                           |                                       |             | Rí Alban ("Vua Scotland") Rì nan Albannaich ("Vua của người Scots") | ? – 977                                 | 967/971 – 977                                 |
| Kenneth II (Coinneach mac Mhaoil Chaluim) (Cináed mac Maíl Choluim)              | An Fionnghalach "Kẻ giết anh trai"    | không khung | Rí Alban ("Vua Scotland") Rì nan Albannaich ("Vua của người Scots") | ? – 995                                 | 977 – 995                                     |
| Constantine III (Còiseam mac Chailein) (Causantín mac Cuiléin)                   | Constantinus Calvus "Constantine Hói" | không khung | Rí Alban ("Vua Scotland") Rì nan Albannaich ("Vua của người Scots") | c. 970 – 997                            | 995 – 997                                     |
| Kenneth III (Coinneach mac Dhuibh) (Cináed mac Duib)                             | An Donn "Thủ lĩnh/Tóc rối"            | không khung | Rí Alban ("Vua Scotland") Rì nan Albannaich ("Vua của người Scots") | c. 966 – 25 tháng 3 năm 1005            | 997 – 25 tháng 3 năm 1005                     |
| Malcolm II (Maol Chaluim mac Choinnich) (Máel Coluim mac Cináeda)                | Forranach "Kẻ hủy diệt"               | không khung | Rí Alban ("Vua Scotland") Rì nan Albannaich ("Vua của người Scots") | c. 954 – 25 tháng 11 năm 1034           | c. 25 tháng 3 năm 1005 – 25 tháng 11 năm 1034 |

1. ↑  Eochiad là con của Run, Vua xứ Strathclyde nhưng mẹ của ông là con gái của Kenneth I. Thời kỳ cai trị của của ông không có tài liệu xác thực rõ ràng. Có thể là ông không bao giờ trở thành vua, hoặc nếu có thì cũng là đồng vương với Giric.
2. ↑  Amlaíb chỉ được biết đến thông qua việc một số nguồn nhắc đến cái chết của ông vào năm 977, các nguồn này nói rằng ông là vua của xứ Alba; tuy nhiên kể từ khi Kenneth II được ghi nhận là vua trong những năm 972 – 973, Amlaíb phải nắm quyền trong khoảng những năm 973 – 979.

### Nhà Dunkeld (1034 – 1286)
Duncan kế nhiệm ngội vua với tư cách là cháu ngoại của Malcolm II, do đó thì gia tộc Dunkeld có mối quan hệ gần gũi với gia tộc Alpin. Ông sau đó bị giết trong chiến trận bởi Macbeth, người có một triều đại cai trị lâu dài và thành công sau đó nữa. Trong một loại những trận chiến xảy ra trong khoảng những năm 1057 đến 1058, con trai của Duncan là Malcolm III đã đánh bại và giết chết Macbeth cùng đứa con trai riêng (cũng là người kế vị ngai vàng) của ông là Lulach, giành lấy ngôi vương Scotland. Quan hệ thù địch trong vương triều tuy vậy là không kết thúc; khi Malcolm chết trên chiến trường, người anh em ruột của ông là Donald III (biệt hiệu "Bán") chiếm lấy ngai vàng xứ Scotland cùng với việc trục xuất các con của Malcolm III ra khỏi Scotland. Sau này, một cuộc nội chiến khác lại khởi phát, lần này hai bên đối thủ là Donald III và một trong những đứa con bị trục xuất của Malcolm III là Edmund, đối đấu với họ là những người con lưu vong của Malcolm III trở về từ Anh, trước là Dulcan II và sau là Edgar. Edgar sau đó chiến thắng, trục xuất chú và anh trai của mình đến sống ở tu viện. Sau thời kỳ cai trị của David I, một trong những đứa con cuối cùng của Malcolm IIiI cai trị Scotland, ngai vàng vương quốc được trao theo kiểu cha truyền con nối, nếu vua không có con thì truyền lại cho anh em cai trị.
| Tên (Tiếng Gaelic hiện đại) (Tiếng Gaelic trung cổ) Sinh – mất                                                 | Biệt hiệu                                            | Chân dung   | Danh xưng                     | Thời gian trị vì                           | Hôn nhân                                                                                             |
| --- | ---------------------------------------------------- | ----------- | ----------------------------- | ------------------------------------------ | --- |
| Duncan I (Donnchadh mac Crìonain) (Donnchad mac Crínáin) c. 1001 – 14 tháng 8 năm 1040                         | An t-Ilgarach (Kẻ bệnh tật/Ốm yếu)                   | không khung | Rí Alban                      | 25 tháng 11 năm 1034 – 14 tháng 8 năm 1040 | Suthen Ít nhất 2 người con                                                                           |
| Macbeth (MacBheatha mac Fhionnlaigh) (Mac Bethad mac Findlaích) c. 1005 – 15 tháng 8 năm 1057                  | Rí Deircc (Vị vua đỏ)                                | không khung | Rí Alban                      | 14 tháng 8 năm 1040 – 15 tháng 8 năm 1057  | Gruoch Không có con                                                                                  |
| Lulach (Lughlagh mac Gille Chomghain) (Lulach mac Gille Comgaín) Trước 1033 – 17 tháng 3 năm 1058              | Tairbith (Kẻ không may mắn) – Fatuus (Kẻ ngốc ngếch) | không khung | Rí Alban                      | 15 tháng 8 năm 1057 – 17 tháng 3 năm 1058  | Không kết hôn                                                                                        |
| Malcolm III (Maol Chaluim mac Dhonnchaidh) (Máel Coluim mac Donnchada) ? – 13 tháng 11 năm 1093                | Canmore (Đại thủ lĩnh)                               | không khung | Rí Alban / Scottorum basileus | 17 tháng 3 năm 1058 – 13 tháng 11 năm 1093 | Ingebjørg Finnsdatter 3 người con Margaret xứ Wessex 1070 8 người con                                |
| Donald III (Maol Chaluim mac Dhonnchaidh) (Máel Coluim mac Donnchada) c. 1032 – 1099                           | Bán (Công bằng)                                      | không khung | Rí Alban                      | 13 tháng 11 năm 1093 – Tháng 5 năm 1094    | Không rõ danh tính Ít nhất 1 người con                                                               |
| Duncan II (Donnchadh mac Mhaoil Chaluim) (Donnchad mac Maíl Choluim) c. 1060 – 12 tháng 11 năm 1094            |                                                      | không khung | Rí Alban / Rex Scottorum      | Tháng 5 năm 1094 – 12 tháng 11 năm 1094    | Ethelreda xứ Northumbria 1 người con                                                                 |
| Donald III (Maol Chaluim mac Dhonnchaidh) (Máel Coluim mac Donnchada) c. 1032 – 1099                           | Bán (Công bằng)                                      | không khung | Rí Alban                      | 12 tháng 11 năm 1094 – 1097                | Không rõ danh tính Ít nhất 1 người con                                                               |
| Edgar (Eagar mac Mhaoil Chaluim) (Étgar mac Maíl Choluim) c. 1074 – 8 tháng 1 năm 1107                         | Probus (Dũng cảm)                                    | không khung | Rí Alban / Rex Scottorum      | 1097 – 8 tháng 1 năm 1107                  | Không kết hôn                                                                                        |
| Alexander I (Alasdair mac Mhaoil Chaluim) (Alaxandair mac Maíl Choluim) c. 1078 – 23 tháng 4 năm 1124          | "Tàn nhẫn"                                           | không khung | Rí Alban / Rex Scottorum      | 8 tháng 1 năm 1107 – 23 tháng 4 năm 1124   | Sybille xứ Normandie c. 1107 Không có con                                                            |
| David I (Dàibhidh mac Mhaoil Chaluim) (Dabíd mac Maíl Choluim) c. 1084 – 24 tháng 5 năm 1153                   | "Thánh"                                              | không khung | Rí Alban / Rex Scottorum      | 23 tháng 4 năm 1124 – 24 tháng 5 năm 1153  | Maud xứ Huntingdon c. 1107 Không có con                                                              |
| Malcolm IV (Maol Chaluim mac Eanraig) (Máel Coluim mac Eanric) Trước 24 tháng 5 năm 1141 – 9 tháng 12 năm 1165 | Virgo (Con gái) – Canmore (Đại thủ lĩnh)             | không khung | Rí Alban / Rex Scottorum      | 24 tháng 5 năm 1153 – 9 tháng 12 năm 1165  | Không kết hôn                                                                                        |
| William I (Uilleam mac Eanraig) (Uilliam mac Eanric) c. 1142 – 4 tháng 12 năm 1214                             | "Sư kỳ" – Garbh (Cộc cằn)                            | không khung | Rí Alban / Rex Scottorum      | 9 tháng 12 năm 1165 – 4 tháng 12 năm 1214  | Ermengarde xứ Beaumont 5 tháng 9 năm 1186 3 người con                                                |
| Alexander II (Alasdair mac Uilleim) (Alaxandair mac Uilliam) 24 tháng 8 năm 1198 – 6 tháng 7 năm 1249          |                                                      | không khung | Rí Alban / Rex Scottorum      | 4 tháng 12 năm 1214 – 6 tháng 7 năm 1249   | Joan của Anh 21 tháng 6 năm 1221 Không có con Marie xứ Coucy 15 tháng 5 năm 1239 1 người con         |
| Alexander III (Alasdair mac Alasdair) (Alaxandair mac Alaxandair) 4 tháng 9 năm 1241 – 19 tháng 3 năm 1286     |                                                      | không khung | Rí Alban / Rex Scottorum      | 6 tháng 7 năm 1249 – 19 tháng 3 năm 1286   | Margaret của Anh 26 tháng 12 năm 1251 3 người con Yolande xứ Dreux 15 tháng 10 năm 1285 Không có con |

### Nhà Sverre (1286 – 1290)
Vai trò ngôi vương của Margaret, Thiếu nữ Na Uy vẫn còn gây tranh cãi trong giới sử gia. Một trong số những người viết tiểu sử cho bà là Archie Duncan cho rằng do bà "không làm lễ đăng quang nên bà không trở thành nữ vương của người Scot". Một sử gia khác là Norman H. Reid cho rằng Margaret "được chấp nhận làm nữ vương" bởi những người ủng hộ đương thời, và có lẽ do không làm lễ đăng quang nên "[bà] không thể khởi đầu việc trị vì của mình được".
| Tên                    | Chân dung   | Sinh – mất                            | Thời gian trị vì                       |
| ---------------------- | ----------- | ------------------------------------- | -------------------------------------- |
| Magaret Thiếu nữ Na Uy | không khung | Tháng 3/4 năm 1283 – Tháng 9 năm 1290 | 19 tháng 3 năm 1286 – Tháng 9 năm 1290 |

### Nhà Balliol (1292 – 1296; khôi phục nền quân chủ Scotland)
Cái chết của Magaret của Na Uy bắt đầu hai năm trống ngôi cho vương quốc Scotland do vấn đề kế vị. Với cái chết của cô, nhánh kế vị của William I tuyệt tự và cũng không có người kế vị rõ ràng. 13 ứng cử viên có thể kế vị ngai vàng xuất hiện, với ứng cử viên sáng giá nhất là John Balliol, chắt nội của em trai của William I là David xứ Huddington và Robert de Brus, Lãnh chúa thứ 5 xứ Annandale, cháu trai của David xứ Huddington. Các đại thần Scotland mời Edward I của Anh đến phân xử người kế vị. Ông này chấp thuận lời đề nghị nhưng buộc người Scotland phải thề trung thành với ông. Cuối cùng, các đại thần quyết định rằng John Balliol lên làm vua Scotland, nhưng ông này tỏ ra là người cai trị yếu kém. Hai năm sau đó thì John Balliol bị buộc phải thoái vị nhằm phục vụ mưu đồ sát nhập Scotland vào vương quốc Anh của Edward I.
| Tên                                                               | Chân dung   | Sinh – mất                        | Thời gian trị vì                           | Hôn nhân                                                      |
| ----------------------------------------------------------------- | ----------- | --------------------------------- | ------------------------------------------ | ------------------------------------------------------------- |
| John Balliol Toom Tabard (Kẻ khoác áo choàng rỗng) (Iain Balliol) | không khung | c. 1249 – c. 25 tháng 11 năm 1314 | 17 tháng 11 năm 1292 – 10 tháng 7 năm 1296 | Isabella de Warenne c. 9 tháng 2 năm 1291 Ít nhất 1 người con |

### Nhà Bruce (1306 – 1371; lần hai khôi phục quân chủ Scotland)
Trong 10 năm, đất Scotland không hề có vua. Tuy vậy, người Scotland vẫn không khoanh tay đứng nhìn việc người Anh cai trị vùng đất quê hương mình. Từ William Wallace, John Comyn và cuối cùng là Robert Bruce (cháu trai của Robert de Brus, Lãnh chúa thứ 5 xứ Annandale, một trong những ứng cử viên cho ngai vàng xứ Scotland năm 1292) chiến đấu chống lại sự cai trị của Anh quốc. Bruce cùng những cận thần thân cận của ông đã trừ khử đối thủ đang đe dọa con đường đoạt lấy ngai vàng của ông, John Comyn, tại nhà thờ Greyfriars tại Dumfries vào ngày 10 tháng 6 năm 1306. Sau đó cũng trong cùng năm, Robert đăng quang ngai vàng Scotland. Ông sau đó bị săn lùng với tội danh giết người và sau đó trốn ra ngoài hải đảo, để lại một Scotland không có người lãnh đạo. Người Anh sau đó tái chiến với người Scotland, và khoảng một năm sau đó thì Robert quay lại, giành lại được sự ủng hộ cho mình. Sức mạnh của ông, đối lập với Edward II có phần ít quyết tâm hơn thay thế với vua cha Edward I của Anh trong cuộc chiến với Scotland cho phép người Scotland giành lại được độc lập cho quốc gia của mình. Sau trận Bannockburn năm 1304, quân Anh bị Scotland đem quân truy đuổi; đến năm 1326, người Anh buộc phải kí hòa ước với  người Scotland, theo đó chấp nhận sự độc lập của Scotland. Con của Robert, David II, lên ngôi khi còn nhỏ và người Anh, dưới sự hậu thuẫn của Edward Balliol, con của vua John Balliol, tái gây chiến trở lại đối với Scotland, buộc David phải rời khỏi quê nhà của mình. Edward Balliol tự mình làm lễ gia miện và cai trị người Scot sau đó (1332–1356), nhượng các bá quốc phía Nam cho người Anh trước khi bị loại khỏi ngai vàng một lần nữa. David sống lưu vong trong phần lớn khoảng thời gian cai trị của mình, trước là sống trong tự do với đồng minh Pháp của ông, sau là sống trong giam cầm bởi người Anh. Ông chỉ quay trở lại Scotland năm 1537, và sau cái chết của ông năm 1371 mà không có con kế vị thì sự cai trị của nhà Bruce với Scotland cũng kết thúc.
| Tên                                    | Chân dung   | Sinh – mất                               | Thời gian trị vì                         | Hôn nhân                                                                                         |
| -------------------------------------- | ----------- | ---------------------------------------- | ---------------------------------------- | ------------------------------------------------------------------------------------------------ |
| Robert I Tộc Bruce (Raibeart a Briuis) | không khung | 11 tháng 7 năm 1274 – 7 tháng 6 năm 1329 | 25 tháng 3 năm 1306 – 7 tháng 6 năm 1329 | Isabella xứ Mar Nửa đầu năm 1296 1 người con Elizabeth de Burgh 1302 5 người con                 |
| David II (Dàibhidh Bruis)              | không khung | 5 tháng 3 năm 1324 – 22 tháng 2 năm 1371 | 7 tháng 6 năm 1329 – 22 tháng 2 năm 1371 | Joan của Anh 17 tháng 7 năm 1328 Không có con Margaret Drummond 20 tháng 2 năm 1364 Không có con |

#### Nhánh tiếm vị (Nhà Balliol; 1332 – 1356)
Edward Balliol là con của vua John Balliol, người đã cai trị Scotland trong 4 năm sau khi được lựa chọn là người cai trị trong cuộc đại hỗn loạn ở Scotland năm 1293. Sau khi John Balliol thoái vị, ông chạy đến sống ẩn dật trong suốt phần đời còn lại ở Picardy, Pháp cho đến khi mất. Người con Edward Balliol của ông sau đó lợi dụng sự hỗn loạn của Scotland dưới thời kỳ cai trị của David II nhằm dẫn quân chinh phục vùng đất này dưới sự hỗ trợ của người Anh. Sau khi đánh bại các lực lượng dưới quyền các nhiếp chính đại thần Scotland thì Edward đăng quang ngôi vương tại Scone năm 1320. Ông bị các nhiếp chính đánh bại ngay sau đó và buộc phải rút lui về Anh. Dưới sự hậu thuẫn của người Anh, Edward Balliol cố gắng đoạt lại ngôi vương thêm 2 lần, vào các năm 1333 và 1335 với kịch bản khá giống nhau: Đầu tiên ông chiếm được ngôi vương Scotland và cai trị vùng đất một thời gian ngắn, sau đó thì các rắc rối xảy ra khiến sự cai trị của ông bị suy yếu nghiên trọng và buộc phải rút lui trở về Anh, cho đến khi ông về lần 2 đã là năm 1336. Khi David quay trở về năm 1341 để cai trị vương quốc một lần nữa, Edward mất đi phần lớn sự ủng hộ dành mình. Khi David bị bắt giữ trên chiến trường năm 1346, Edward Balliol nỗ lực thêm lần nữa nhằm chiếm lấy ngai vàng Scotland nhưng ông có rất ít sự ủng hộ, và chiến dịch của ông lại thất bại trước khi có được thêm sự chú ý từ phía Scotland. Năm 1356, Edward từ bỏ mọi yêu sách liên quan đến ngai vàng Scotland.
| Tên                                   | Chân dung   | Sinh – mất                 | Thời gian trị vì                          | Yêu sách                                                                                       |
| ------------------------------------- | ----------- | -------------------------- | ----------------------------------------- | ---------------------------------------------------------------------------------------------- |
| Edward Balliol (Đối lập với David II) | không khung | c. 1283 – Tháng 1 năm 1364 | 24 tháng 9 năm 1332 – 20 tháng 1 năm 1356 | Con trai John Balliol, ứng cử viên cho ngai vàng Scotlanh thay thế cho David II đang lưu vong. |

### Nhà Stewart/Stuart (1371 – 1651)
Robert the Stewart là cháu ngoại của Robert I qua con gái thứ của ông là Marjorie. Sinh năm 1306, ông già hơn chú của mình là David II. Do vậy, ông bắt đầu cai trị khi đã ở tuổi 55, độ tuổi không thể cai trị mạnh mẽ được, điều mà sau này cũng xảy ra với con trai ông là Robert III (ông đã 53 tuổi khi kế thừa vương vị năm 1590 và sau đó bị thương nặng sau khi bị ngã ngựa. Điều này dẫn đến việc 5 vị vua trẻ lên cai trị sau đó dưới sự hỗ trợ của các nhiếp chính. Thời kỳ Stewart do vậy chứng kiến sự suy yếu nghiêm trọng về quyền lực của nhà vua, các quý tộc thì chiếm đoạt lấy vương quyền, sau đó là thời kỳ cai trị cá nhân của nhà vua, thời điểm các nhà vua cố gắng sửa chữa sai lầm gây ra từ thời kỳ trị vì lúc còn nhỏ của họ, đồng thời cũng chịu ảnh hưởng từ thời kỳ của người tiền nhiệm trước đó. Các quý tộc Scotland ngày càng trở nên khó kiểm soát hơn, và việc cai trị Scotland trở nên khó khăn hơn. Những nỗ lực kiểm soát của James I kết thúc bằng việc ông bị ám sát. James III thì bị giết trong một cuộc nội chiến giữa ông và các quý tộc, dẫn đầu bởi con trai của ông (sau là James IV). Khi James IV, người tiến hành cai trị một cách hà khác cũng như đàn áp các qúy tộc, mất tại trận Flodden, người vợ của ông là Magaret Tudor được đề cử nhiếp chính cho người con trai nhỏ tuổi của bà là James V, đã không bị những mối thù hằn đối với các quý tộc, và với của James V là Mary xứ Guise kế nhiệm nhiếp chính con gái Mary I chỉ có thể cai trị Scotland một cách yên bình thông qua việc chia rẽ và chinh phục các quý tộc chống đối, đồng thời lợi dụng sự hối lộ của người Pháp và cai trị đất nước bằng bàn tay cai trị tự do của mình. Cuối cùng, Mary I, con gái James V, nhận thấy rằng bà không thể cai trị Scotland do sự chống đối của đông đảo tầng lớp quý tộc cũng như sự cứng rắn đến từ người dân, vốn theo đạo Calvin và phản đối đức tin Công giáo của bà. Cuối cùng bà bị buộc phải thoái vị và rời đến sống lưu vong tại Anh, nơi mà Mary đã trải qua 18 năm cuối cùng của mình với việc bị giam giữ ở nhiều lâu đài và dinh thự khác nhau trước khi bị Elizabeth I buộc tội xử tử hình vì tội phản bội vị nữ vương Anh này. Khi Mary I thoái vị, con của bà với người cha thứ hai của mình là Henry, Lãnh chúa Darnley (một thành viên thứ của gia tộc Stuart) lên ngôi, lấy hiệu James VI (với tư cách là vua).
James VI trở thành vua của Anh vào năm 1603 với tước hiệu James I khi mà người cô Elizabeth I mất mà không có con kế thừa. Từ đó trở đi, mặc dù hai vương quốc Anh và Scotland mặc dù riêng biệt, các vị quân chủ Scotland lại sống chủ yếu ở Anh. Charles I, con của James, sau đó phải đối mặt với một cuộc nội chiến trên đảo quốc Anh. Cuộc xung đột trên đảo quốc Anh kéo dài 8 năm và kết thúc bằng sự trục xuất Charles I ra nước ngoài. Quốc hội Anh sau đó tuyên bố kế thúc sự cai trị của nền quân chủ trên đảo Anh. Nghị viện Scotland, sau một số động thái cân nhắc ban đầu, quyết định cắt đứt liên hệ với Anh và tuyên bố rằng Charles II, con của Charles I, sẽ trở thành vua. Ông này cai trị Scotland cho đến năm 1651, khi Oliver Cromwell đưa quân xâm lược vùng đất và buộc Charles II phải sống lưu vong .
| Tên                                                     | Chân dung   | Sinh – mất                                                 | Thời gian trị vì                           | Hôn nhân |
| ------------------------------------------------------- | ----------- | ---------------------------------------------------------- | ------------------------------------------ | --- |
| Robert II Nhà Stewart (Raibeart II Stiùbhairt)          | không khung | 2 tháng 3 năm 1316 – 19 tháng 4 năm 1390                   | 22 tháng 2 năm 1371 – 19 tháng 4 năm 1390  | Elizabeth Mure 1336 (Trái theo giáo luật) 1349 (Miễn trừ từ giáo hoàng) 10 người con Euphemia xứ Ross 2 tháng 5 năm 1355 4 người con                                                           |
| Robert III Ông vua khập khễnh (Raibeart III Stiùbhairt) | không khung | c. 1337 – 4 tháng 4 năm 1406                               | 19 tháng 4 năm 1390 – 4 tháng 4 năm 1406   | Anabella Drummond c. 1367 7 người con |
| James I (Seumas I Stiùbhairt)                           | không khung | Nửa cuối tháng 7 năm 1394 – 21 tháng 2 năm 1437            | 4 tháng 4 năm 1406 – 21 tháng 2 năm 1437   | Joan Beaufort 2 tháng 2 năm 1424 8 người con |
| James II Vị vua nhiệt huyết (Seumas II Stiùbhairt)      | không khung | 16 tháng 10 năm 1430 – 3 tháng 8 năm 1460                  | 21 tháng 2 năm 1437 – 3 tháng 8 năm 1460   | Mary xứ Geldern 3 tháng 7 năm 1449 7 người con |
| James III (Seumas III Stiùbhairt)                       | không khung | 10 tháng 7 năm 1451/Tháng 5 năm 1452 – 11 tháng 6 năm 1488 | 3 tháng 8 năm 1460 – 11 tháng 6 năm 1488   | Margaret của Đan Mạch 13 tháng 7 năm 1469 3 người con |
| James IV (Seumas IV Stiùbhairt)                         | không khung | 17 tháng 3 năm 1473 – 9 tháng 9 năm 1513                   | 11 tháng 6 năm 1488 – 9 tháng 9 năm 1513   | Margaret Tudor 8 tháng 8 năm 1503 6 người con |
| James V (Seumas V Stiùbhairt)                           |             | 10 tháng 4 năm 1512 – 14 tháng 12 năm 1542                 | 9 tháng 9 năm 1513 – 14 tháng 12 năm 1542  | Madeleine của Pháp và Bretagne 1 tháng 1 năm 1537 Không có con Marie xứ Guise 18 tháng 6 năm 1538 3 người con                                                                                  |
| Mary I (Màiri Stiùbhairt)                               | không khung | 8 tháng 12 năm 1542 – 8 tháng 2 năm 1587                   | 14 tháng 12 năm 1542 – 24 tháng 7 năm 1567 | François II của Pháp 24 tháng 4 năm 1558 Không có con Henry Stuart, Huân tước Darnley 3 tháng 2 năm 1565 1 người con James Hepburn, Bá tước thứ 4 xứ Bothwell 15 tháng 5 năm 1567 Không có con |
| James VI (Seumas VI Stiùbhairt)                         | không khung | 19 tháng 6 năm 1566 – 27 tháng 3 năm 1625                  | 24 tháng 7 năm 1567 – 27 tháng 3 năm 1625  | Anna của Đan Mạch 23 tháng 10 năm 1589 7 người con |
| Charles I (Teàrlach I Stiùbhairt)                       |             | 19 tháng 11 năm 1600 – 30 tháng 1 năm 1649                 | 27 tháng 3 năm 1625 – 30 tháng 1 năm 1649  | Henrietta Maria của Pháp 1 tháng 5 năm 1625 9 người con |
| Charles II (Teàrlach II Stiùbhairt)                     |             | 29 tháng 5 năm 1630 – 6 tháng 2 năm 1685                   | 30 tháng 1 năm 1649 – 3 tháng 9 năm 1651   | Catarina Henriqueta của Bồ Đào Nha 14 tháng 5 năm 1662 Không có con |

### Nhà Stewart/Stuart (1660 – 1707; lần ba khôi phục quân chủ Scotland)
Sau khi sự kiện phục hoàng Scotland, nhà Stuarts trở lại làm vua của Scotland nhưng quyền lực của Scotland lại bị xem nhẹ. Trong thời kỳ cai trị của Charles II, nghị viện Scotland bị giải tán và Charles II bổ nhiệm James II làm thống đốc Scotland. James II sau đó trở thành James VII của Scotland vào năm 1685. Do là một tín đồ của đức tin Công giáo nên James bị buộc phải rời khỏi Anh sau 3 năm trị vì. Thay thế vị trí của ông là người cháu gái Mary và chồng bà là William nhà Orange từ Hà Lan. Họ cai trị với tên hiệu lần lượt là Mary II và William II.
Nỗ lực nhằm thuộc địa hóa của Scotland đối với Darien Scheme nhằm cạnh tranh với Anh thất bại, dẫn đến việc nhiều quý tộc Scotland tài trợ cho công cuộc thuộc địa hóa ngập trong cảnh nợ nần vì bước đi mạo hiểm này. Điều này trùng hợp với sự kiện Anne, con gái vua James VII, lên ngôi nữ hoàng. Anne có khá nhiều người con nhưng tất cả đều chết yểu, bỏ lại việc thiếu người thừa kế khi mà anh trai cùng cha khác mẹ của bà là James sống lưu vong ở Pháp sau đó. Người Anh chọn Sophie của Pfalz, một người theo phe Kháng Cách và là cháu gái nội của James VII, lên làm quân chủ, Nhiều người Scotland lại mong muốn Vương tử James lên ngôi do gốc gác gia tộc Stuart của ông, điều mà sẽ đe dọa phá vỡ dự luật liên minh vương quyền giữa Anh và Scotland nếu chọn ông này làm vua. Để ngăn chặn liên minh sụp đổ, người Anh xây dựng một kế hoạch mà theo đó hai vương quốc là Anh và Scotland sẽ sát nhập thành một vương quốc duy nhất, vương quốc Đại Anh, với một vị quân chủ cai trị cùng hai hệ thống nghị viện riêng cho hai nước. Cả hai nghị viện đều ủng hộ sự hợp nhất này (mặc dù đối với người Scotland có hơi miễn cưỡng, nhưng yếu tố tài chính thúc đẩy họ đồng ý điều này), cùng với một vài những thủ đoạn nhằm hối lộ, những sự bằng lòng cũng như các khoản chi tiêu khác để đa số nghị viện Scotland bỏ phiếu tán thành. Do đó, mặc dù các vị quân chủ tiếp tục cai trị Scotland nhưng họ trước tiên làm vậy với tư cách vua của Đại Anh và sau đó là Liên hiệp Anh.
| Tên                                               | Chân dung   | Sinh – mất                                 | Thời gian trị vì                           | Hôn nhân                                                                                  |
| ------------------------------------------------- | ----------- | ------------------------------------------ | ------------------------------------------ | ----------------------------------------------------------------------------------------- |
| Charles II (Teàrlach II Stiùbhairt)               | không khung | 29 tháng 5 năm 1630 – 6 tháng 2 năm 1685   | 29 tháng 5 năm 1660 – 6 tháng 2 năm 1685   | Catarina Henriqueta của Bồ Đào Nha 14 tháng 5 năm 1662 Không có con                       |
| James VII (Seumas VII Stiùbhairt)                 | không khung | 14 tháng 10 năm 1633 – 16 tháng 9 năm 1701 | 6 tháng 2 năm 1685 – 11 tháng 12 năm 1688  | Anne Hyde 3 tháng 9 năm 1660 9 người con Maria xứ Modena 21 tháng 11 năm 1673 4 người con |
| Mary II (Màiri II Stiùbhairt)                     |             | 30 tháng 4 năm 1662 – 28 tháng 12 năm 1694 | 11 tháng 4 năm 1689 – 28 tháng 12 năm 1694 | 4 tháng 11 năm 1673 3 người con                                                           |
| William II (Uilleam Orains; "William của Orange") |             | 14 tháng 11 năm 1650 – 8 tháng 3 năm 1702  | 13 tháng 2 năm 1689 – 8 tháng 3 năm 1702   | 4 tháng 11 năm 1673 3 người con                                                           |
| Anne I (Anna Stiùbhairt)                          |             | 6 tháng 2 năm 1665 – 1 tháng 8 năm 1714    | 8 tháng 3 năm 1702 – 1 tháng 5 năm 1707    | Jørgen của Đan Mạch 28 tháng 7 năm 1683 17 người con                                      |

## Những người tiếm vị sau này
James VII tiếp tục tuyên bố ngôi vương Anh, Scotland và xứ Ireland. Khi ông mất năm 1701, người con trai James của ông tiếp tục tuyên bố vương quyền 3 nước này với tên hiệu James VIII của Scotland và III của Anh và xứ Ireland (cho đến khi mất), kể cả khi 2 vương quốc Anh và Scotland sát nhập thành Đại Anh. Năm 1715, một năm sau cái chết của người chị cùng cha khác mẹ là Anne, cùng với sự kế nhiệm của người chú Geogre xứ Hannover, James đổ bộ lên Scotland để tranh giành ngôi vương. Ông sau đó thất bại và quay trở lại lục địa. Một nỗ lực khác được thực hiện bởi Charles, con trai của James vào năm 1745 cũng với mục đích tương tự đã thất bại. Tất cả con của James mất mà không ai có thể kế thừa tuyên bố vương quyền của họ, điều này đem đến dấu chấm hết cho vương tộc Stuart.

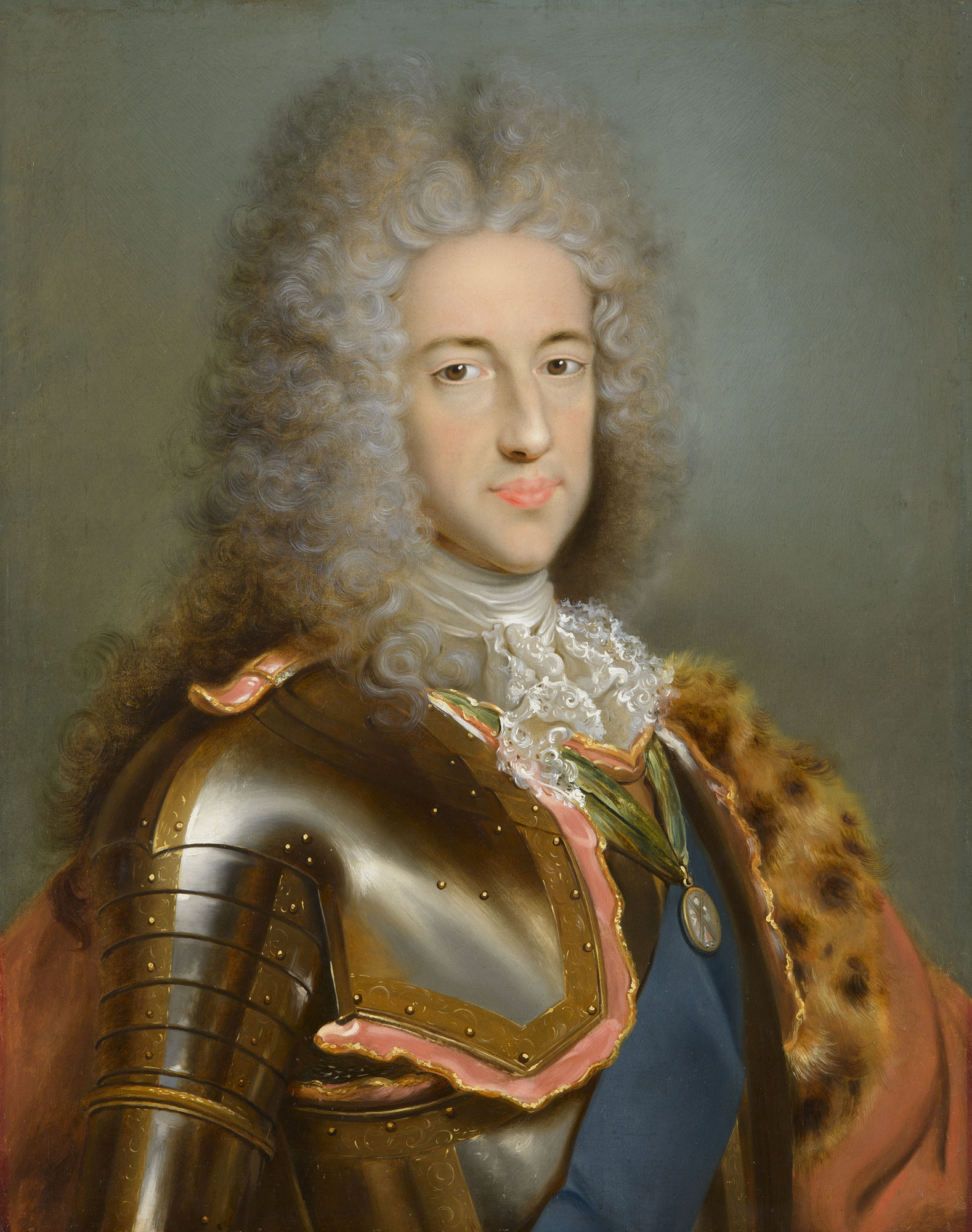
James VIII, biệt hiệu Cựu Tiếm vương, con của James VII, tuyên bố vương vị từ 16 tháng 9 năm 1701 – 1 tháng 1 năm 1766
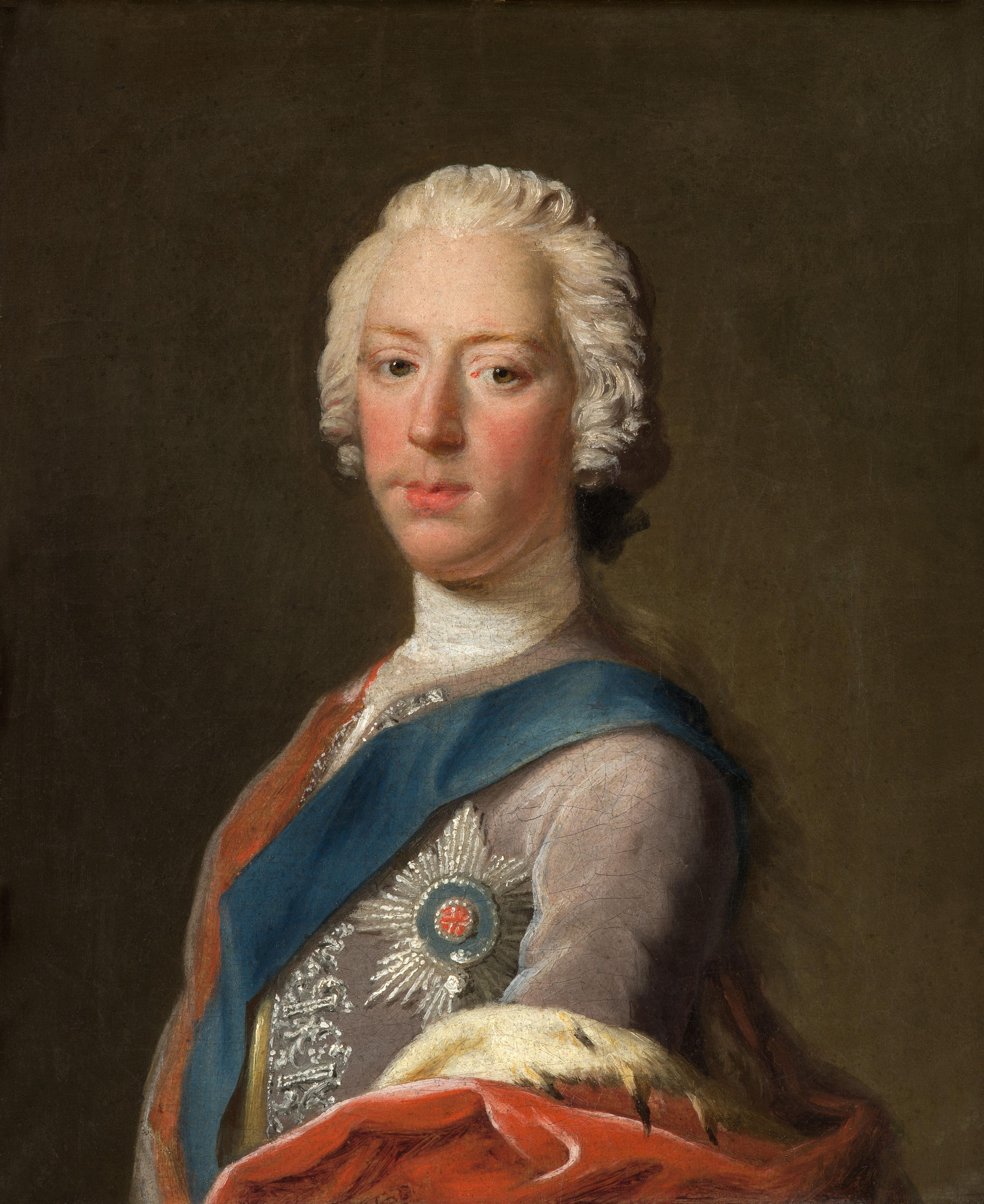
""Charles III", biệt hiệu Tân Tiếm vương hay còn được biết đến nhiều hơn với cái tên Bonnie Prince Charlie, con "James VIII", kế nhiệm cha mình từ 1 tháng 1 năm 1766 (sau cái chết của cha ông) – 30 tháng 1 năm 1788. Mất mà không có con nối dõi tuyên bố vương vị
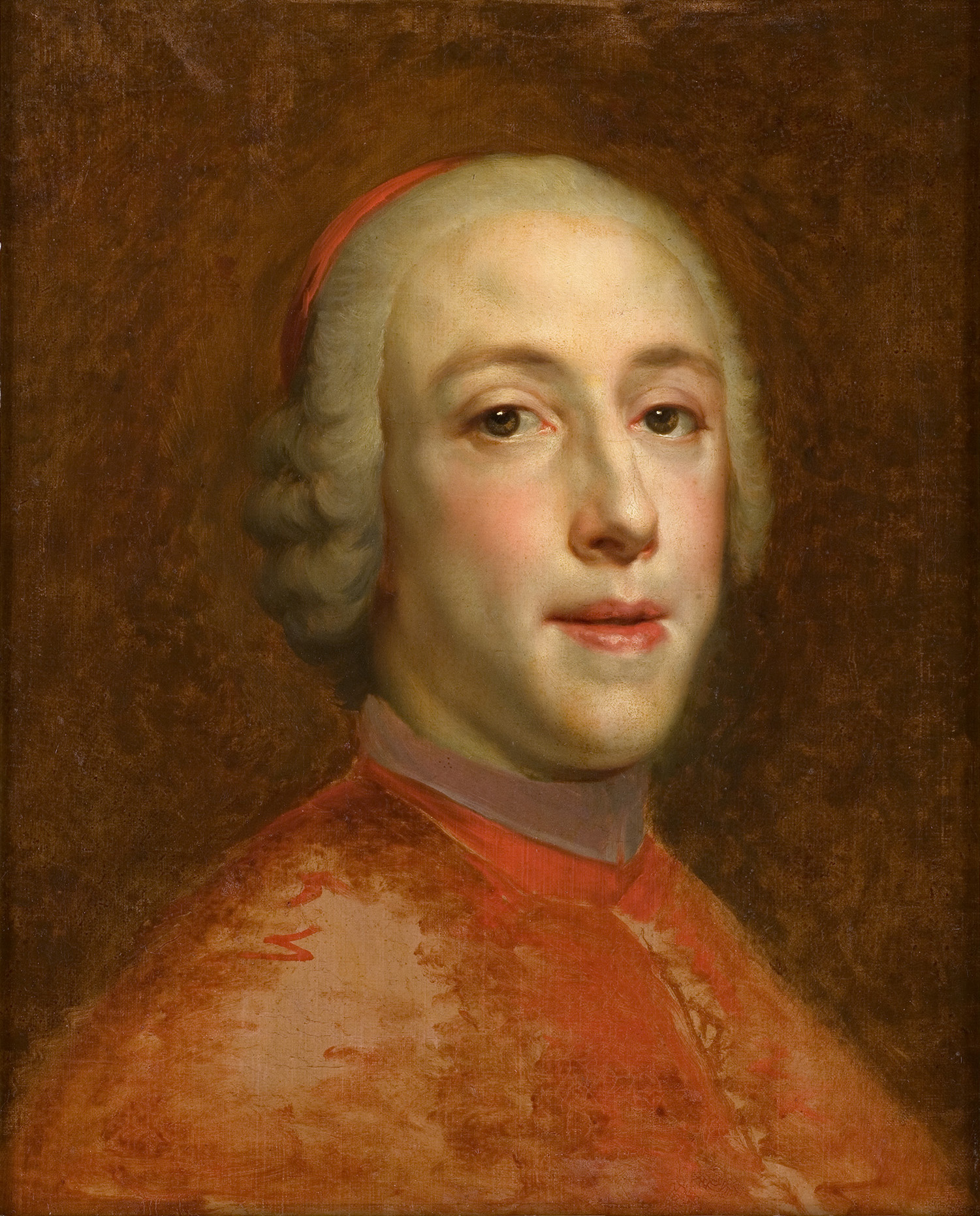
"Henry I", em trai "Charles III" và là con út của "James VIII", kế thừa tuyên bố của anh trai mình từ ngày 30 tháng 1 năm 1788 đến lúc mất mà không kết hôn vào ngày 13 tháng 7 năm 1807.

Sau năm 1807, tuyên bố vương quyền của phe Jacobite đầu tiên được chuyển cho nhà Savoia (1807 – 1840), sau thì là nhánh Modena của vương tộc Habsburg-Lothringen (1840 – 1919) và cuối cùng là nhà Wittelsbach (từ năm 1919). Người kế thừa tuyên bố hiện nay là Franz, Công tước xứ Bayern. Tuy vậy, không một ai thuộc các gia tộc này kể từ năm 1807 theo đuổi yêu sách quân chủ đối với vương quyền của các vùng đất này.
Năm 1971, Tổng thống Uganda Idi Amin tự mình tuyên bố là vua không ngai của Scotland, tuy vậy tuyên bố phi logic này không được cộng đồng quốc tế công nhận.

## Đạo luật Liên minh
Đạo luật Liên minh là đạo luật nghị viện đôi được cả hai nghị viện Anh và Scotland thông qua lần lượt vào các năm 1706 và 1707, với các điiefu khoản của Hòa ước Liên minh được đựa vào thực thi từ ngày 22 tháng 7 năm 1706, sau thời gian dài mà Anne đàm phán với cả hai nghị viện. Đạo luật theo đó sát nhập hai vương quốc Anh và Scotland vào làm một với tên gọi mới là vương quốc Đại Anh.
Scotland và Anh đã nằm dưới sự cai trị của một vị quân chủ kể từ sau sự kiện Liên minh Vương thất năm 1606 khi vua Scotland là James VI kế thừa ngai vàng Anh quốc. Mặc dù được mô tả là đạo luật liên minh vương thất năm 1707, trên thực tê vương quyền của cả hai vương quốc đã nằm trong tay của cùng một người. Ba nỗ lực không thành vào các năm 1606, 1667 và 1689 đã được thực hiện để sát nhập hai vương quốc, tuy nhiên, chỉ đến những năm đầu thế kỷ 18 thì ý tưởng này của nghị viện cả hai vương quốc mới thành hiện thực, theo đó đưa hai quốc gia riêng biệt cùng đồng thời nằm dưới sự điều hành của một nghị viện cũng như một vị quân chủ duy nhất

## Liên kết ngoài

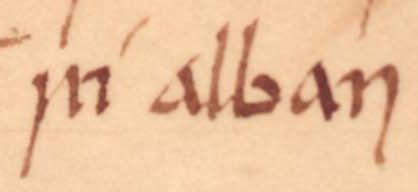
Dòng chữ Rí Alban (Vua của Scotland) trong phần MS Rawlinson B 489 (Biên niên sử Ulster).